# أثيثية (مرات)
أثيثية، هي قرية من فئة (أ) تقع في محافظة مرات، والتابعة لمنطقة الرياض في السعودية. وتبعد أثيثية عن محافظة مرات بمسافة تقارب (18) كم.

## سبب التسمية
لكونها تقع بين ثلاث أكيمات تشبه أثافي القدر(الحجار الثلاثة التي توضع عليها القدر للطبخ).

## أسماؤها
سميت على مر تاريخها البعيد بأسماء عدة، هي: ذات الأثافي، وأثيفية، وورد اسمهما في صحيفة أم القرى؛ الصحيفة الرسمية للمملكة العربية السعودية، باسم «أوثيثيا» في خبر صحفي يختص بزيارة رسمية لوفد من الوشم يتكون من أمراء مدن وقرى الوشم إلى الرياض نشر عام 1367هـ.

## تاريخ أثيثية
```
ذكرها صاحب كتاب 
معجم البلدان
 
ياقوت الحموي
 ووصفها: " أثيفية؛ بضم أوله وفتح ثانيه وياء ساكنة وفاء مكسورة وياء خفيفة تصغير أثفية القدر: قرية لبني كليب بن يربوع بالوشم من أرض 
اليمامة
 وأكثرها لولد 
جرير
 ين الخطفى الشاعر" ويضيف: (وقال محمد بن إدريس بن حفصة: "... وبها كان جرير وبها له مال وبها منزل عمارة بن عقيل بن بلال بن جرير، فقال عمارة في بني نمير:
```

إن تحضروا ذات الأثافي، فإنكم *** بها أحد الأيام عظم المصائب
وذكرت بعض المصادر أن الشاعرالمعروف جرير (653ــ728م) ولد فيها، وهذا دليل على أنها ظهرت على أقل تقدير قبل 1365سنة، إلا أنه لم يظهر مصدر حتى الآن يحدد عمرها.
أكدت حضورها السياسي منذ عهد الدولة السعودية الأول، حيث ذكرتها أغلب المصادر التاريخية السعودية بعدد من الأخبار الموثقة، منها ما وثقه المؤرخ عثمان بن بشر في كتابه (عنوان المجد في تاريخ نجد) المعتمد على أخبار السنوات المرتبة، ففي توثيقه لأحداث عام 1116هـ قال: «ملك العزاعيزأثيثية»، وفي أحداث عام 1163هـ أورد أن رئيس أثيثية هو علي بن زامل.
وهذا يدل على أن العزاعيز وهم قوم من تميم حكموا أثيثية أوائل القرن الثاني عشر الهجري، وأن آل زامل من بني عائذ من بني عامر بن صعصعه حكموها. وأقدم ذكر لها في المصادر التاريخية السعودية في عام 1096هـ حيث ذكر المؤرخ ابن عيسى خبرا يقول فيه: «قتل سعد بن إبراهيم في أثيثية»، وبالتالي حسب هذه الأخبار فإن أقدم ذكر لها باسمها «أثيثية» كان في ذلك العام ما لم يرد مصدر تاريخي بمعلومة غير ذلك.

## الوصف العام
مستوطنة زراعية على ارتفاع 680 متراً فوق سطح البحر بالمنطقة الوسطى على طريق فرعي يبعد 4 كم عن طريق الحجاز، ويبعد المفرق الخاص بها 17 كم شمال غرب مدينة مرات، وتبلغ مساحة الأراضي المزروعة نحو 98 هكتار.
```
تتكون من ثلاثة 
أحياء
 زمنية هي: الديرة القديمة، العطيفة، المخطط.
```

أرضها سهلة فهي خضراء تحيط بالديرة القديمة لها المزارع من الغرب والشمال والجنوب، ومن المزارع المعروفة (البطحاء، والبطيحاء، والقصيا، والرحيبة، والجو، وعسيلة)، وموضعها في دلتا بين واديين هما الخريمة والمنيجيراللذان ينحدران من قمة صفراء الوشم من جهة الغرب ويصبان في قصور الحمض ومنها في روضة أبي سمري.

## الخدمات
- مدرستان ابتدائيتان إحداهما للطلاب والأخرى للطالبات.
- جامع أثري باسم «فيصل بن تركي» نسبة للإمام فيصل بن تركي.
- حديقة عامة.

## التعليم

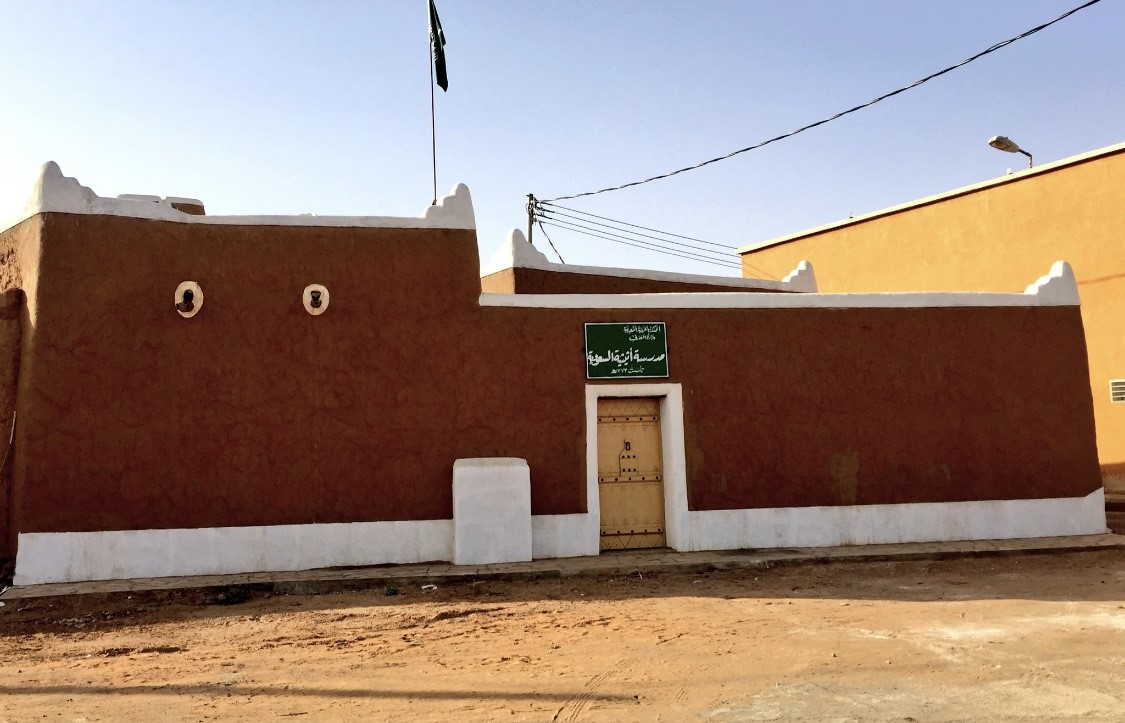
التعليم في اثيثية

الشكل الأول للتعليم في أثيثية كان «الكتاتيب» مثلها مثل باقي القرى والمدن في نجد وسط المملكة العربية السعودية، والكتاتيب اسم المكان الذي يُعلم فيه المعلم الطلاب القراءة والكتابة والعلوم الشرعية واللغة العربية، وهي طريقة معروفة منذ الجاهلية في الجزيرة العربية.

### الكتاتيب الرجالية
أقدم كتّاب معروف فيها هو «المديرسة» ــ تصغير مدرسة ــ وتقع جنوب شرق جامع فيصل بن تركي (الديرة القديمة) ما بين المنارة والمقصورة ولا زالت موجودة كمبنى حتى الآن، بعد أن انتقلت المديرسة إلى مبنى خاص بها غرب مسجد العطيفة (حي العطيفة) عام 1373هـ وأصبح اسمها «مدرسة أثيثية السعودية»، وأبرز معلمي المديرسة هم: الشيخ عبد المحسن بن محمد بن عبد الله الزامل (1230 ـ 1315هـ)، الشيخ عبد الله بن عبد الرحمن البواردي، الشيخ سليمان بن صالح بن محمد بن سويدان (1270 ـ 1339هـ)، الشيخ عبد الله بن عبد المحسن الزامل (1270 ـ 1362هـ)، والشيخ محمد بن عبد الله بن زامل (1310 ـ 1384هـ)، والشيخ محمد العنقري وهو آخر من قام بالتدريس قبل افتتاح المدارس الحكومية.

### الكتاتيب النسائية
كان هناك عدد من النساء اللاتي قمن بعملية تعليم البنات قبل افتتاح أول مدرسة حكومية في أثيثية عام 1390هـ، من أبرزهن:
لطيفة بنت محمد بن عبد الرحمن بن عثيمين (توفيت 1360هـ)، منيرة بنت حمد بن موسى الحجي (1330 ــ 1390 هـ)، هيلة بنت محمد بن ناصر (1325 ــ 1390هـ).

## أماكن تاريخية
- البحيري: بئر تعود إلى العصر الجاهلي تقع في وسط أثيثية، وهي الآن تقع في البلدة القديمة.
- السليم: وادي جنوب أثيثية وفيه نخل يعود لأسرة من السويدان.
- الجـو: نخل يانع يقع على مسافة كيلو متر تقريبا جنوب البلدة، وتملكه أسرة من الحلوان، ولا يزال على هيئته.
- عسيلة: زرع وبستان جنوب البلدة تعود ملكيته لأسرة من الزامل، وهي موجودة الآن.
- السُّديرات: أودية صغيرة في الشمال الشرقي من البلدة.
- نقب غراب: عقبة بين بلد أثيثية والقرائن تختصر المسافة بين البلدتين.
- محرقة: روضة بين أسفل أثيثية وأسفل القرائن كانت تزرع أوقات المطر.
- قصور الحمض: مبان طينية لقصور في أسفل وادي أثيثية جهة الشرق ودونها أبا سمري، وقد تهدمت في الوقت الحاضر.
- قصور النقعة: قصور طينية كانت قبل قصور الحمض وقد تهدمت ولم يبق لها طلل.
- القور: وهو سبب تسمية أثيثية بهذا الاسم لأنهم شبهوه بأثافي القدر.
- المجبليــة: هضبة معروفة تكون على شمال الذاهب بين بلدتي أثيثية ومرات.
- أم حرملة: قصر يزرعه أهل أثيثية وموقعه بين شفراء وثرمداء.
- الجرعاء: مقبرة لأهل أثيثية تقع في الجزء الشمالي من البلدة وفيها دفن ابن عمارة بن عقيل أحد أحفاد الشاعر المعروف جرير، ولا زالت مقبرة لموتى الأهالي حتى الآن.
- الثًّميلة: وادي في صفراء الوشم بين بلدة أثيثية وبلدة القرائن يصب سيله في وادي المسمى، وكان هذا الوادي مشهورا في عصور سابقة بذئابه المفترسة.
- فرحـة : من مزارع اثيثية القديمة تقع جنوبي البلدة وشرق مطرفة وكان مائها قريب جداً حتى ان سواني البئر لاتتعدى المترين من قرب مائها وملكها نصفين نصف لي آل سيف ونصف لي آل ناصر ولايزال اثلها قائم ولاكن البئر جفت [7]